# Dactylochelifer silvestris
Dactylochelifer silvestris är en spindeldjursart som beskrevs av Clarence Clayton Hoff 1956. Dactylochelifer silvestris ingår i släktet Dactylochelifer och familjen tvåögonklokrypare. Inga underarter finns listade i Catalogue of Life.